# 유희왕 ZEXAL (만화)
유희왕 ZEXAL(遊☆戯☆王ZEXAL, 유희왕 제알)은 유희왕의 시리즈 중 하나로, 만화로 방영되고 있다. 또한 카드 부스터 팩으로도 많이 나오고 있다.